# Ann-Sofie Kylin
Birgitta Ann-Sofie Kylin, född 14 november 1955 i Högalids församling, Stockholm, är en svensk skådespelare.

## Biografi
Ann-Sofie Kylin debuterade 1970 i rollen som Annika Hellberg i En kärlekshistoria av Roy Andersson. Filmen gjorde succé, och trots att uppmärksamheten blev påfrestande för henne vid så unga år har hon framgångsrikt fortsatt som skådespelare. Hon arbetade först på Riksteatern och senare på Länsteatern och bland annat i Helsingborg och Skövde. November-december 2006 spelade hon i den rosade Nattsystrar och i Måsen som sommarteater 2007 i Vaxholm. I november 2007 spelade hon i Måsen på Boulevardteatern i Stockholm. Sommaren 2008 spelade hon i Kollektivet på Kullsta friluftsteater i Norrtälje och i augusti hade hon rollen som Harriet Bosse i Kära fröken Harriet Bosse! i Christina Schollins salong i Gamla stan i Stockholm. Kylin har två barn.

## Filmografi
- 1970 – En kärlekshistoria
- 1972 – De hemligas ö (TV-serie)
- 1982 – Gräsänklingar
- 1983 – Kalabaliken i Bender
- 1987 – En film om kärlek
- 1988 – Venus 90
- 1989 – Maskrosbarn
- 1989 – Det var då... (TV-serie)
- 1993 – Snoken (TV-serie)
- 1994 – Du bestämmer (TV-serie)
- 1995 – Du skall hedra
- 1997 – Emma åklagare (TV-serie)
- 2003 – Egen härd är guld värd
- 2005 – Kommissionen (TV-serie)
- 2009 – Blomstertid (TV-serie)
- 2010 – 7X – lika barn leka bäst
- 2014 – Tillbaka till Bromma
- 2019 – Helt perfekt (TV-serie)

## Teater

### Roller (ej komplett)
| År   | Roll                            | Produktion | Regi                | Teater                   |
| ---- | ------------------------------- | --- | ------------------- | ------------------------ |
| 1986 |                                 | Första gången Eva dog Anita Blom                                                                                          | Anna-Greta Bergman  | Helsingborgs stadsteater |
| 1988 | Flickan                         | Din stund på jorden Vilhelm Moberg                                                                                        | Anita Blom          | Helsingborgs stadsteater |
| 1989 | Kontorsflicka                   | Melodien som kom bort (Melodien, der blev væk) Kjeld Abell, Sven Mölle Kristensen, Bernhard Christensen och Herman Koppel | Karin Parrot-Jonzon | Helsingborgs stadsteater |
| 1989 | Éléonore Duplay                 | Robespierre Rudolf Värnlund                                                                                               | Hans Polster        | Helsingborgs stadsteater |
| 1990 | Kaja Fosli                      | Byggmästare Solness (Bygmester Solness) Henrik Ibsen                                                                      | Marianne Rolf       | Helsingborgs stadsteater |
| 1990 |                                 | Baby Boom Cabaré |                     | Helsingborgs stadsteater |
| 2009 | Diana – Gunnebos ledande sopran | Skaffa mig en tenor Ken Ludwig                                                                                            | Anders Aldgård      | Gunnebo slottsteater     |